# Año Internacional de la Cristalografía
2014 fue proclamado Año Internacional de la Cristalografía por la Asamblea General de las Naciones Unidas el 3 de julio de 2012. La iniciativa conmemoró el centenario del nacimiento de la cristalografía moderna, destacando su impacto en el conocimiento de la estructura de la materia a nivel atómico y molecular, disciplinas como la medicina, la biotecnología, la nanotecnología y la ingeniería aeroespacial. Fue impulsada por la Unión Internacional de Cristalografía (IUCr), en colaboración con la UNESCO, que coordinó actividades para promover el acceso global a esta disciplina científica.
Desde los primeros trabajos pioneros de Max von Laue y los avances de William Henry Bragg y William Lawrence Bragg, la cristalografía ha sido clave en descubrimientos fundamentales, como la revelación de la estructura del ADN por Francis Crick y James Watson, en colaboración con Rosalind Franklin. Además, ha impulsado el desarrollo de materiales innovadores con impacto directo en la vida cotidiana y la sostenibilidad global.
El objetivo principal de esta designación fue sensibilizar sobre la importancia de la cristalografía, fomentar su enseñanza y aplicación en países en desarrollo, y destacar su relevancia para afrontar desafíos como el diseño de medicamentos, el desarrollo de tecnologías limpias y la mejora de procesos industriales.

## Actividades y Alcance
Durante 2014, la UNESCO y la IUCr, en colaboración con gobiernos, universidades y empresas privadas, promovieron una serie de acciones para incrementar la visibilidad y el acceso a la cristalografía. Estas incluyeron la instalación de laboratorios de cristalografía en países en desarrollo como Argentina, Costa de Marfil, Marruecos, Sudáfrica y Uruguay, demostrando que la investigación en este campo puede realizarse con equipamiento accesible y sin necesidad de infraestructuras sofisticadas.
La educación fue un pilar central de las actividades conmemorativas. Se promovió la inclusión de la cristalografía en los programas curriculares de nivel secundario y universitario, con el objetivo de formar nuevas generaciones de científicos en esta disciplina. La IUCr ofreció apoyo técnico y recursos para mejorar las capacidades de los países interesados, fortaleciendo así la cooperación internacional en el ámbito científico.
El año inició con un evento inaugural en la sede de la UNESCO en París, con la participación de representantes de los organismos colaboradores. Las conferencias y actividades realizadas a lo largo del año subrayaron la importancia de la cristalografía para avanzar en el desarrollo sostenible, destacando su papel en áreas como la producción de alimentos, el diseño de materiales avanzados y la mitigación de problemas ambientales. Estas iniciativas también estuvieron vinculadas con los Objetivos de Desarrollo Sostenible (ODS), particularmente con los relativos a la educación de calidad (ODS 4), la industria, la innovación y la infraestructura (ODS 9), y la acción por el clima (ODS 13).
La proclamación de este año no solo celebró los logros pasados, sino que también sentó las bases para un futuro de mayor equidad científica, enfatizando que la cristalografía es una herramienta accesible que puede generar beneficios significativos incluso con inversiones modestas.